# بورس سیکس سوئیس

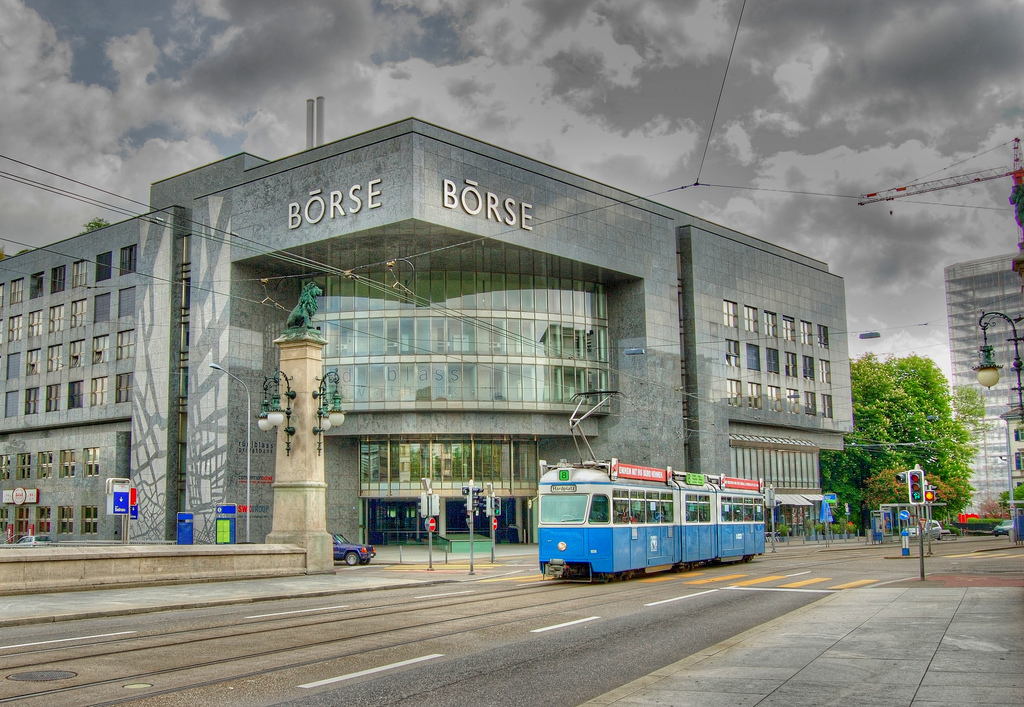
ساختمان مرکزی بورس سیکس سوئیس

بورس سیکس سوئیس (به انگلیسی: SIX Swiss Exchange) بازار بورس اوراق بهادار سوئیس، مستقر در زوریخ است، که به‌عنوان مهم‌ترین بازار بورس این کشور شناخته می‌شود. بازار بورس سیکس سوئیس در سال ۱۹۹۵ تأسیس شد و در سال ۲۰۰۶ ارزش بازار سرمایه آن بالغ بر ۱٫۹ تریلیون فرانک سوئیس برآورد گردید. نماد اصلی شاخص بازار سهام سیکس سوئیس، شاخص اس‌ام‌آی (سوئیس مارکت ایندکس، یا شاخص بازار سوئیس) است، که فهرستی از ۲۰ شرکت دارای بیشترین میزان ارزش بازار شناور را شامل می‌گردد. 